# بني أحمد (الحيمة الداخلية)

تعديل مصدري - تعديل

بني أحمد هي إحدى قرى عزلة بني يوسف بمديرية الحيمة الداخلية التابعة لمحافظة صنعاء، بلغ تعداد سكانها 194 نسمة حسب تعداد اليمن لعام 2004.